# Orthocresol
Orthocresol is een organische verbinding met als brutoformule C7H8O. De stof komt voor als kleurloze kristallen, die matig oplosbaar zijn in water. Orthocresol is een structuurisomeer van metacresol en paracresol. De stof is brandbaar en als het zich met lucht mengt boven de 81 °C vormt het een explosief mengsel.

## Toepassingen
Orthocresol is een grondstof voor allerlei producten zoals geneesmiddelen en bestrijdingsmiddelen. Verder wordt het in verwarmde toestand gebruikt als oplosmiddel.